# Effet Wahlund

Diagramme de Finetti illustrant l'effet Wahlund.

En biologie des populations, l'effet Wahlund est un excès d'homozygotes (ou un déficit en hétérozygotes) par rapport à l'équilibre de Hardy-Weinberg qui traduit la subdivision de la population étudiée en plusieurs populations qui n'échangent pas ou peu de gamètes.
En raison de barrière physique (lac, montagne par exemple), les individus ne peuvent pas toujours s’accoupler de manière aléatoire sur toute leur aire de répartition. Ils auront donc tendance à s’accoupler avec des partenaires géographiquement proches. Cela va créer des subdivisions de population par zones géographiques plus ou moins isolées. Ces divisions de territoire sont appelées des dèmes. Comme il n’y a plus d’échange génétique avec la totalité de la population, les individus qui se trouvent dans une même sous-population sont plus semblables d’un point de vue génétique que les individus qui viennent de populations différentes. Cela a donc des conséquences sur les fréquences génotypiques de la population qui présentera un déficit en hétérozygotes.
La diminution du nombre d’hétérozygotes peut être mesurée en utilisant un F-statistics.  